# Naděžda Tolokonnikovová
Naděžda Andrejevna Tolokonnikova (rusky Надежда Андреевна Толоконникова, * 7. listopadu 1989 Norilsk) je ruská studentka filozofie, nezávislá umělkyně a politická aktivistka. Je bývalou členkou punkové skupiny Pussy Riot a politicky angažované street artové skupiny Vojna.
Byla odsouzena na dva roky vězení za výtržnictví. Po propuštění v roce 2013 založila spolu s Marijí Aljochinovou mediální projekt MediaZona, který se zaměřuje na vymahatelnost práva a soudní a trestní systém v Rusku.

## Život
Narodila se ve městě Norilsk v Krasnojarském kraji. Od roku 2007 je studentkou filosofie na Lomonosovově univerzitě v Moskvě.[zdroj?] Je vdaná za Pjotra Verzilova ze skupiny Vojna, se kterým má dceru Geru (* 2008).

## Aktivity
Na jaře 2007 se společně se svým manželem Pjotrem Verzilovem stala členkou radikální umělecké skupiny Vojna a zúčastnila se několika jejích performancí. V únoru 2008 se podílela na protestní akci „Mrdáme za Medvídka, dědice trůnu“ (Ебись за наследника Медвежонка) v moskevském přírodovědeckém muzeu, která se konala den před zvolením Dmitrije Medveděva do funkce ruského prezidenta. Při této performanci provozovalo sex ve veřejně přístupné muzejní místnosti pět manželských párů, včetně Pjotra Verzilova a Tolokonnikovové, která při tom byla ve vysokém stupni těhotenství. Skupina prohlásila svou akci za satiru na adresu Dmitrije Medveděva, který ve svém projevu vyzval ruské obyvatelstvo ke zvýšení reprodukce. Od ledna do února 2011 se Tolokonnikovová zúčastnila provokativní akce "Polib odpad" (rusky Лобзай мусора), při kterém jednotliví členové Vojny líbali na veřejnosti příslušníky ruské policie.
Od roku 2011 byla také členkou feministické punkové protestní skupiny Pussy Riot. V srpnu 2012 byla spolu s dalšími členkami této skupiny odsouzena na dva roky vězení za výtržnictví v moskevské katedrále Krista Spasitele. Organizace Amnesty International označila nepodmíněný trest vězení za nepřiměřeně tvrdý a Tolokonnikovovou prohlásila za politickou vězeňkyni. Také ruská organizace na podporu lidských práv „Svaz solidarity s politickými vězni“ ji považovala za politického vězně.

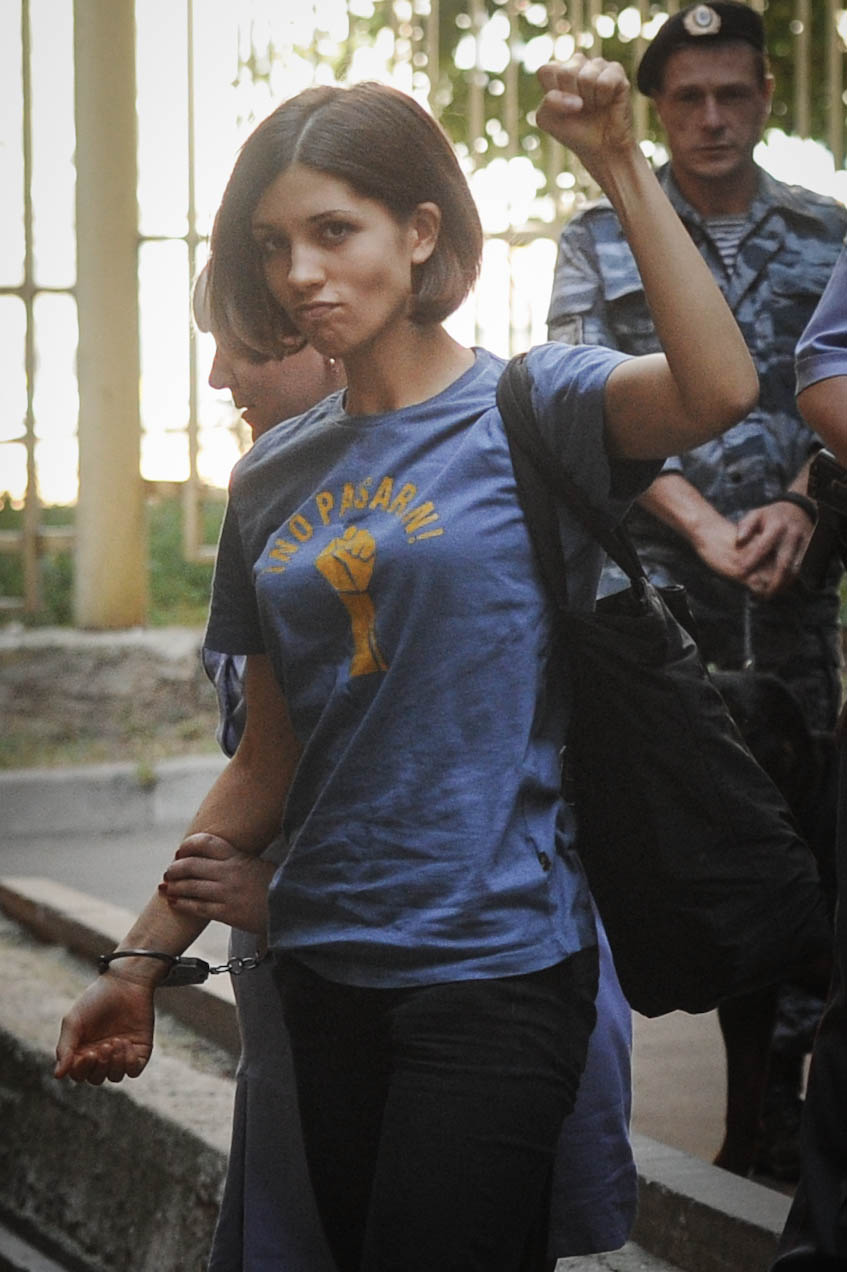
Naděžda Tolokonnikovová u soudu

Svůj trest vězení si Tolokonnikovová odpykávala v trestaneckém táboře IK-14 v Mordvinsku. Dne 23. září 2013 zahájila na protest proti nelidským podmínkám ve vězení hladovku. Prostřednictvím svého manžela poslala ruským médiím otevřený dopis, ve kterém popsala nesnesitelné poměry v trestanecké kolonii. Vězeňkyně musí pracovat 16-17 hodin denně, ženy jsou podle ní bity, morálně ponižovány, polévány studenou vodou, dostávají špatné jídlo a nemají k dispozici základní hygienické potřeby. Následné kontroly ruské Federální vězeňské služby a prokuratury tyto informace v zásadě potvrdily. V prosinci 2013 byly Tolokonnikovová a Aljochinová propuštěny z vězení na základě amnestie ruské Státní dumy. Poté Tolokonnikovová oznámila svůj odchod ze skupiny Pussy Riot. Spolu s Marií Aljochinovou pak založily občanské sdružení Zona prava (Зона Права), které má za cíl právní, psychologickou a informační podporu vězňů v Rusku a chce dosáhnout větší otevřenosti a humánnějších podmínek v ruském soudním a vězeňském systému.
V listopadu 2014 řekla Tolokonnikovová v rozhovoru pro britský list The Guardian na adresu českého prezidenta Zemana, že se podle ní chová jako „typický patriarchální hlupák“.

## Uznání
- V roce 2012 ji časopis Foreign Policy společně s dalšími členkami Pussy Riot Aljochinovou a Samučevičovou zařadil mezi 100 nejvýznamnějších světových myslitelů roku.[15]
- V roce 2012 ji ruská verze časopisu MAXIM zařadili na seznam 100 nejvíce sexy žen v Rusku,[16] ve stejném roce se na základě hlasování na internetovém portálu AskMen.com umístila na 85. v seznamu 99 nejvyhledávanějších žen světa a stala se jedinou ruskou ženou v něm.
- V roce 2012 dostala nabídku stát se dívkou měsíce na obálce ukrajinské verze časopisu Playboy.[17]
- V prosinci 2012 francouzský deník Le Figaro označil Tolokonnikovovou "ženou roku". Ta se v té době nacházela v trestanecké kolonii v Mordvinsku, a novináři tímto chtěli upoutat pozornost světové veřejnosti k porušování lidských práv v Rusku. V žebříčku dvaceti osob Tolokonnikovová předstihla například Michelle Obamovou, nebo třetí Meryl Streepovou.[18]
- V březnu 2013 skončila na 72. místě na seznamu "100 nejvlivnějších žen v Rusku," každoročně sestavovaným rozhlasovou stanicí Echo Moskvy.[19]
- V lednu 2014 byla fotografie Tolokonnikovové umístěna na titulní straně novin The Times.
- Naděžda Tolokonnikovová obdržela v roce 2014 Cenu Hannah Arendtové za politické myšlení udělovanou zemskou vládou Brém a Nadací Heinricha Bölla a Cenu Václava Havla za kreativní disent, kterou udílí Human Rights Foundation.

## Film
V roce 2013 o Tolokonnikovové a ostatních odsouzených členkách Pussy Riot natočili režiséři Mike Lerner a Maksim Pozdorovkin film Pussy Riot: A Punk Prayer.